# Rocher des Doms
Le Rocher des Doms est un éperon rocheux situé sur la rive gauche du Rhône, dans le quartier Avignon Centre de la ville d'Avignon.
Il sert de protection pour la fondation puis le développement de la ville. Son sommet est couvert d'un jardin public nommé Jardin des Doms.

## Histoire

### Préhistoire

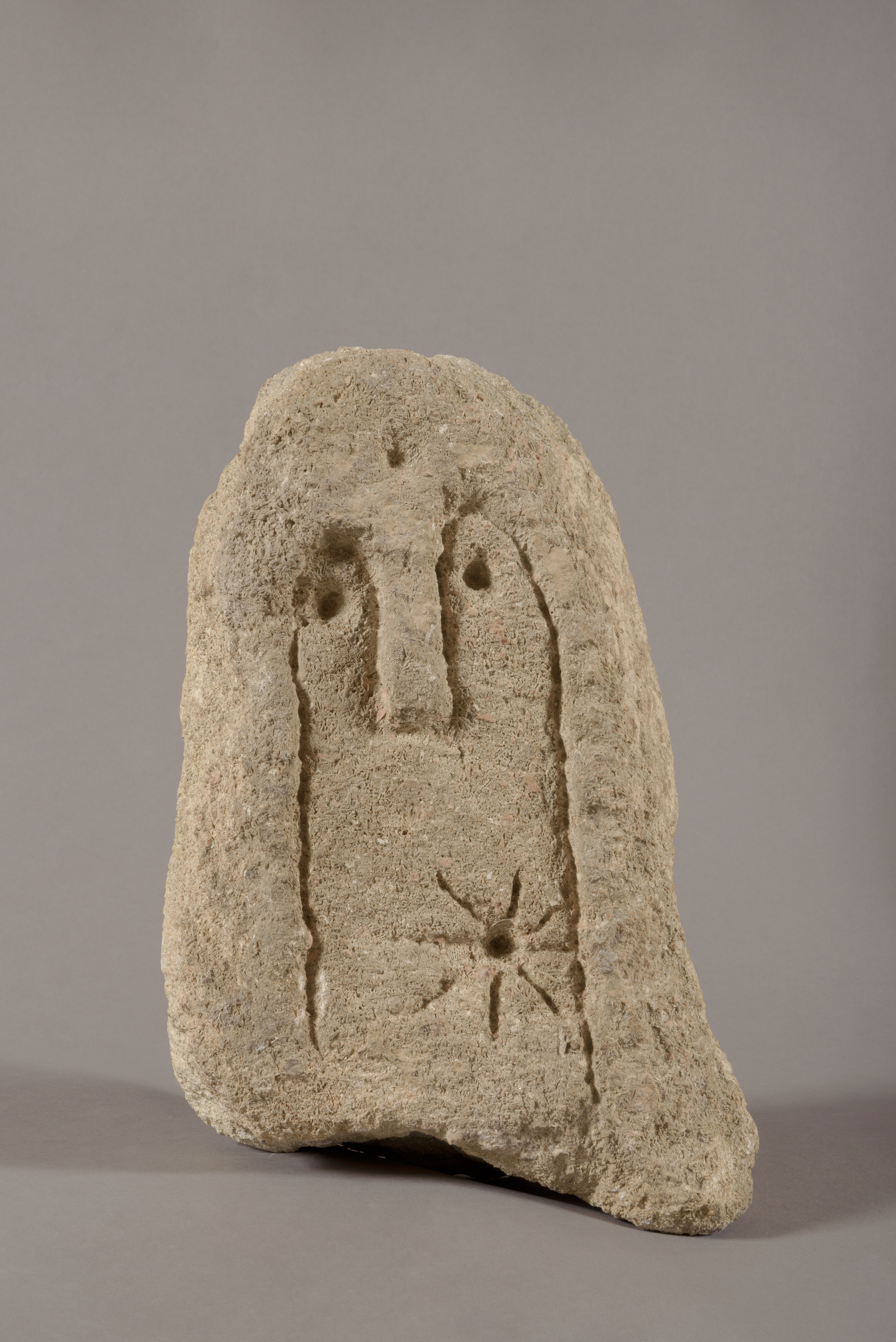
Stèle anthropomorphe, dite le plus vieil Avignonnais

Ce site fut occupé dès le Néolithique comme l'ont prouvé les chantiers de fouille du rocher des Doms et du quartier de la Balance.
En 1960 et 1961, des fouilles dans la partie nord du rocher des Doms dirigées par Sylvain Gagnière ont mis au jour une petite stèle anthropomorphe (hauteur : 20 cm) qui fut trouvée dans une zone de terre remaniée. Sculptée dans de la molasse burdigalienne, elle a la forme d'une « stèle funéraire » avec sa face gravée  d'une figure humaine très stylisée et sans bouche dont les yeux sont marqués par des cupules.  Sur la partie inférieure, décalée légèrement sur la droite, a été creusée une cupule profonde d'où partent huit traits formant une représentation solaire, découverte unique sur ce type de stèle.
Par comparaison avec des figurations solaires identiques, cette stèle représentant le « premier avignonnais » a été classée dans une période s'étalant entre l'âge du cuivre et le bronze  ancien qui correspond au chalcolithique méridional.
Cela a été confirmé par les trouvailles faites dans ce déblai, situé près du grand réservoir d'eau sommant le rocher, où ont été mis au jour deux haches polies en roche verte, une industrie lithique caractéristique des « pasteurs des plateaux », quelques objets de parures chalcolithiques et une grande abondance de tessons de poterie hallstattienne indigène ou importée (ionienne et phocéenne).
La stèle est aujourd'hui conservée au Musée lapidaire d'Avignon.

### Haut Moyen Âge
Un historien maghrébin du XVIIe siècle, a publié une vieille chronique qui peut être datée vers 725. Elle indique que la cité d'Avignon était alors cantonnée uniquement sur le Rocher des Doms : 

« ...de la communauté musulmane aux Francs...
 Des musulmans sont venus dans le pays des Francs et se sont avancés en pillant jusqu'au fleuve Rhône, point extrême de l'influence arabe et ultime contrée des Arabes chez les Francs.
Les expéditions de Tariq et de ses troupes ont permis la conquête des villes de Barcelone, de Narbonne, du Rocher d'Avignon  et du fort de Lyon sur le fleuve Rhône. Cette armée s'est éloignée du littoral d'où elle était entrée. La distance entre Cordoue et Narbonne, dans le pays des Francs, est de 335 (?) ou 350 (?) selon d'autres.
 Lorsque les musulmans sont entrés à Narbonne, ils se sont heurtés à Charles, le roi des Francs de ce grand pays. Irrité par leur conquête, il a mobilisé de nombreuses troupes et est allé à leur rencontre pour les contrer.
 Quand il est arrivé au fort de Lyon, et que les Arabes ont appris qu'il y avait un grand nombre de troupes, ils se sont écartés de son chemin. Charles s'est avancé jusqu'au Rocher d'Avignon et il n'a trouvé personne. Les musulmans avaient installé leur camp, loin devant, dans les collines avoisinant la ville de Narbonne »

— Al Maqqari.
Même si les faits se sont plutôt passés ainsi : « En 725, le nouveau gouverneur d’Espagne Cho’eim El Kelbi envahit la Provence jusqu’à la vallée du Rhône puis Abderahman el Ghafiqi (Abdéraman) continue sur Châlons, Mâcon, Besançon, Beaune, Auxerre jusqu’à Luxeuil (monastère) et Sens, Lyon, Autun, Valence et Vienne sont envahies. », cette chronique du VIIIe siècle confirme l'état de régression dans lequel se trouvait Avignon dont les habitants avaient trouvé refuge sur le rocher des Doms.

## Cadran analemmatique
Face au lac se trouve un cadran solaire analemmatique aménagé en 1930 et restauré entre 1972  et 1979. Il est constitué d'une plaque au sol (dalle du zodiaque) et d'une ellipse composée de gros blocs (heures) et petits blocs (demi-heures). Vous vous positionnez à l'endroit correspondant au jour de l'année ; c'est votre ombre, projetée sur les plots, qui indique l'heure solaire du moment.

## Statues du Rocher des Doms

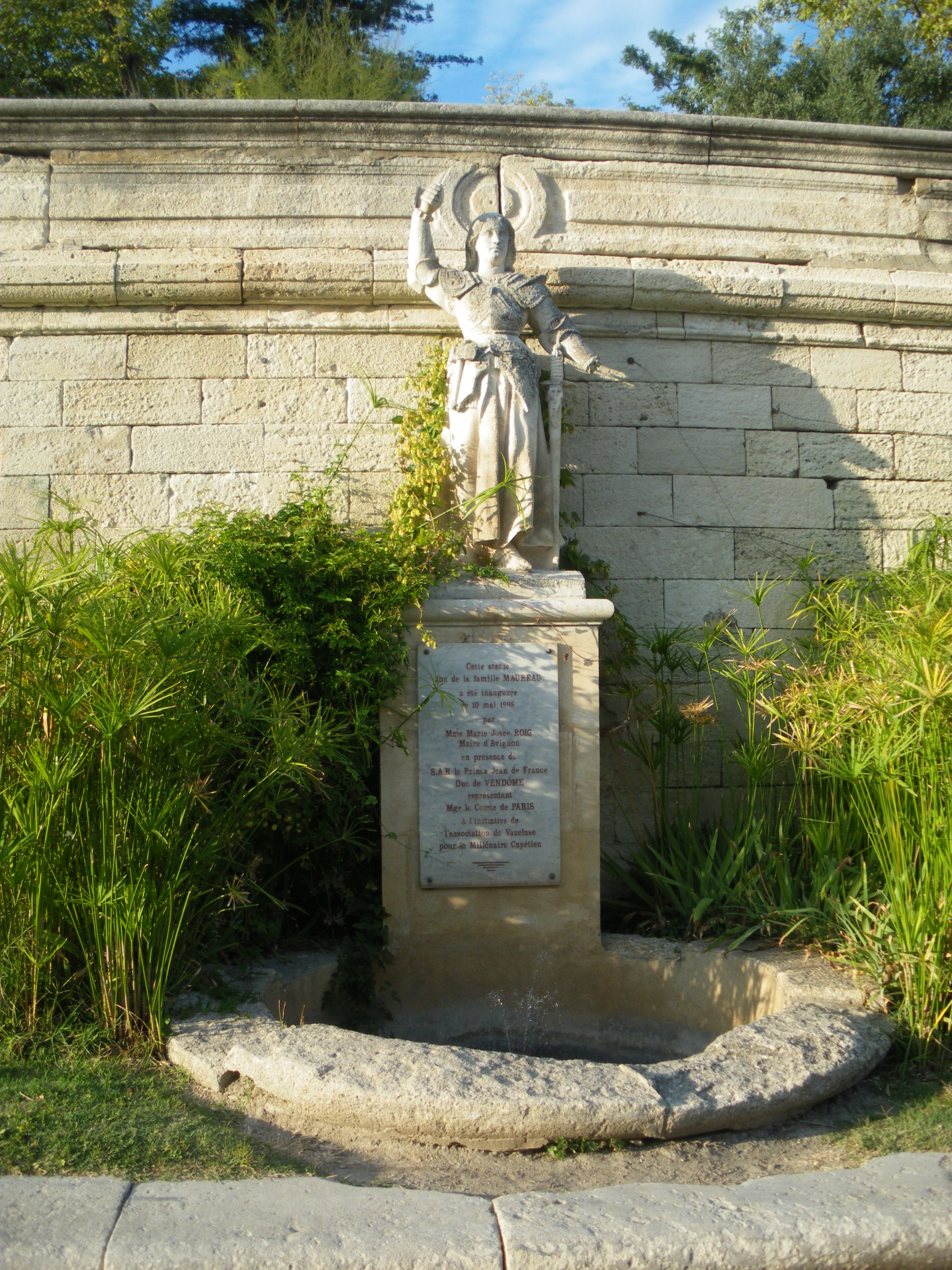
La statue du Millénaire Capétien, sur la montée vers le Rocher des Doms.
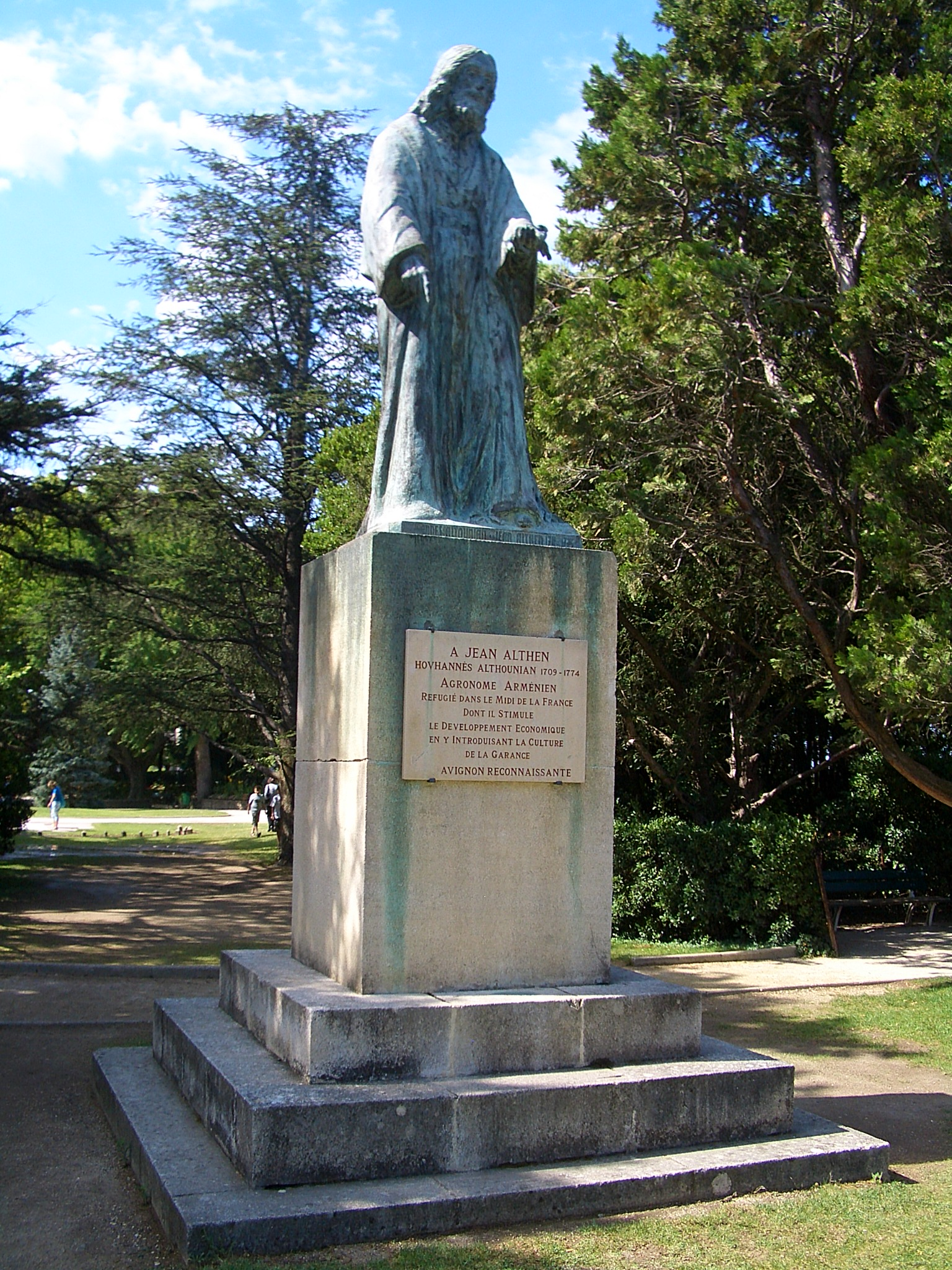
La statue de Jean Althen, au cœur du Jardin des Doms.
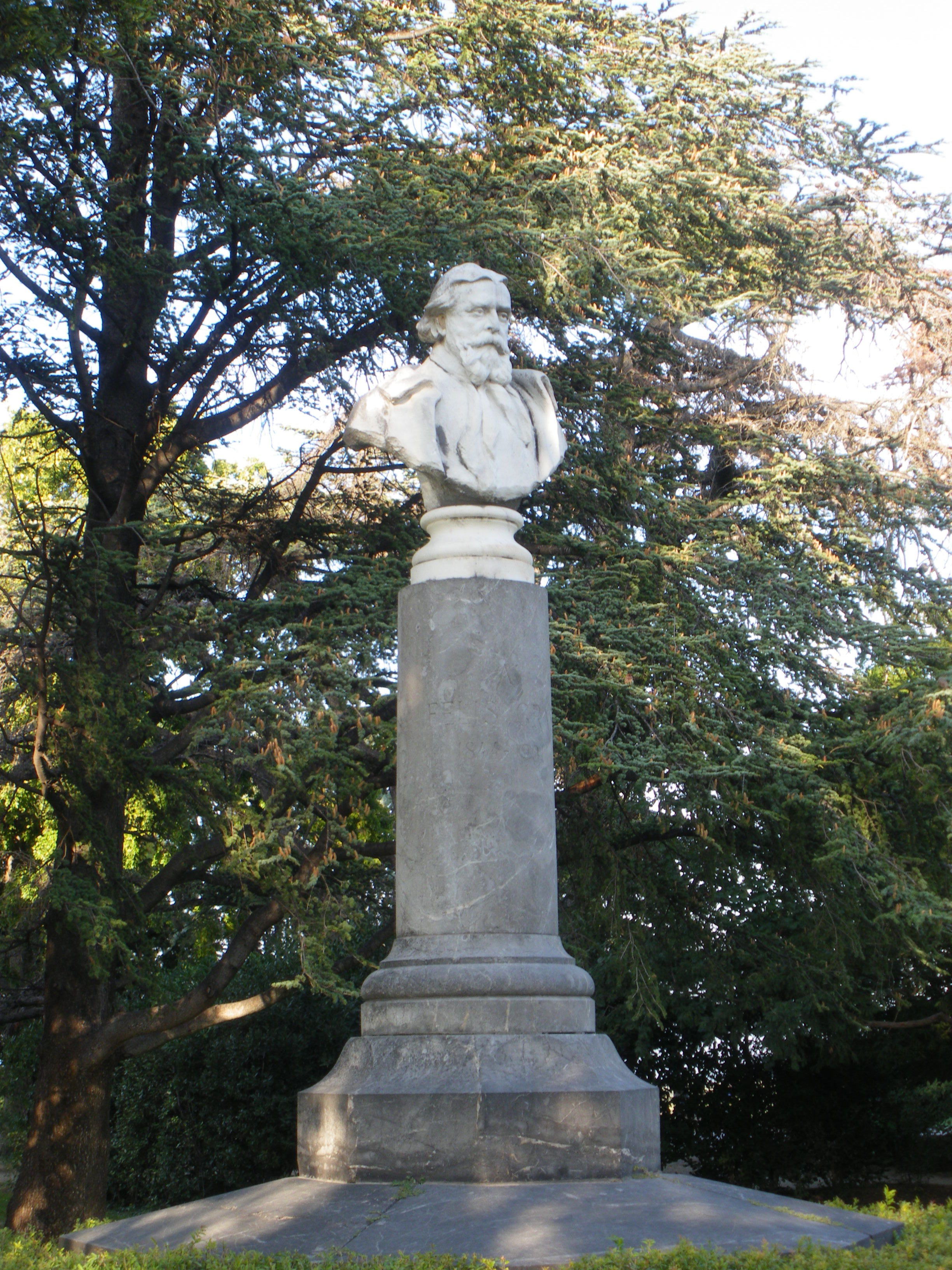
La statue de Félix Gras, au cœur du Jardin des Doms.
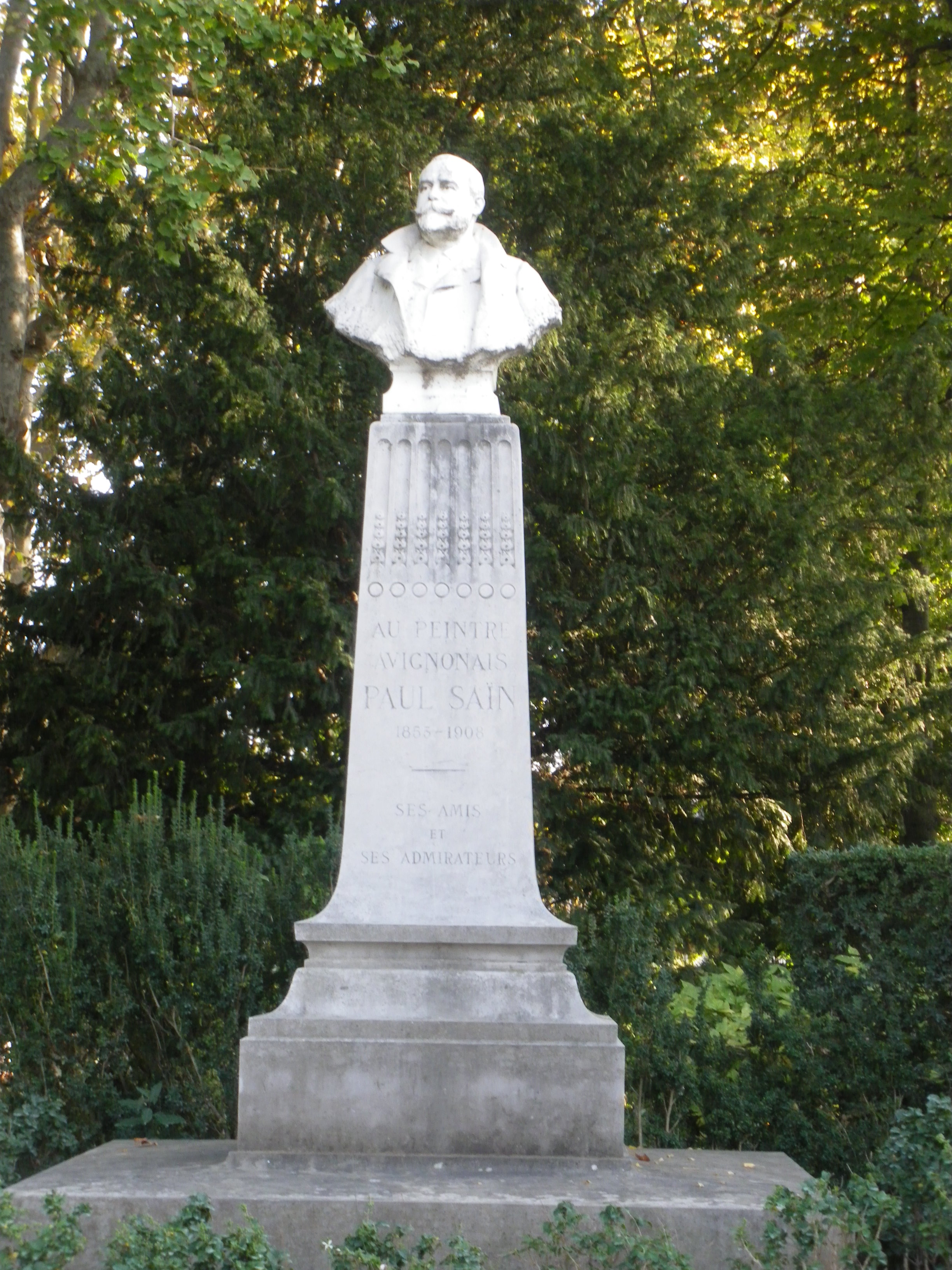
La statue de Paul Saïn, au cœur du Jardin des Doms.
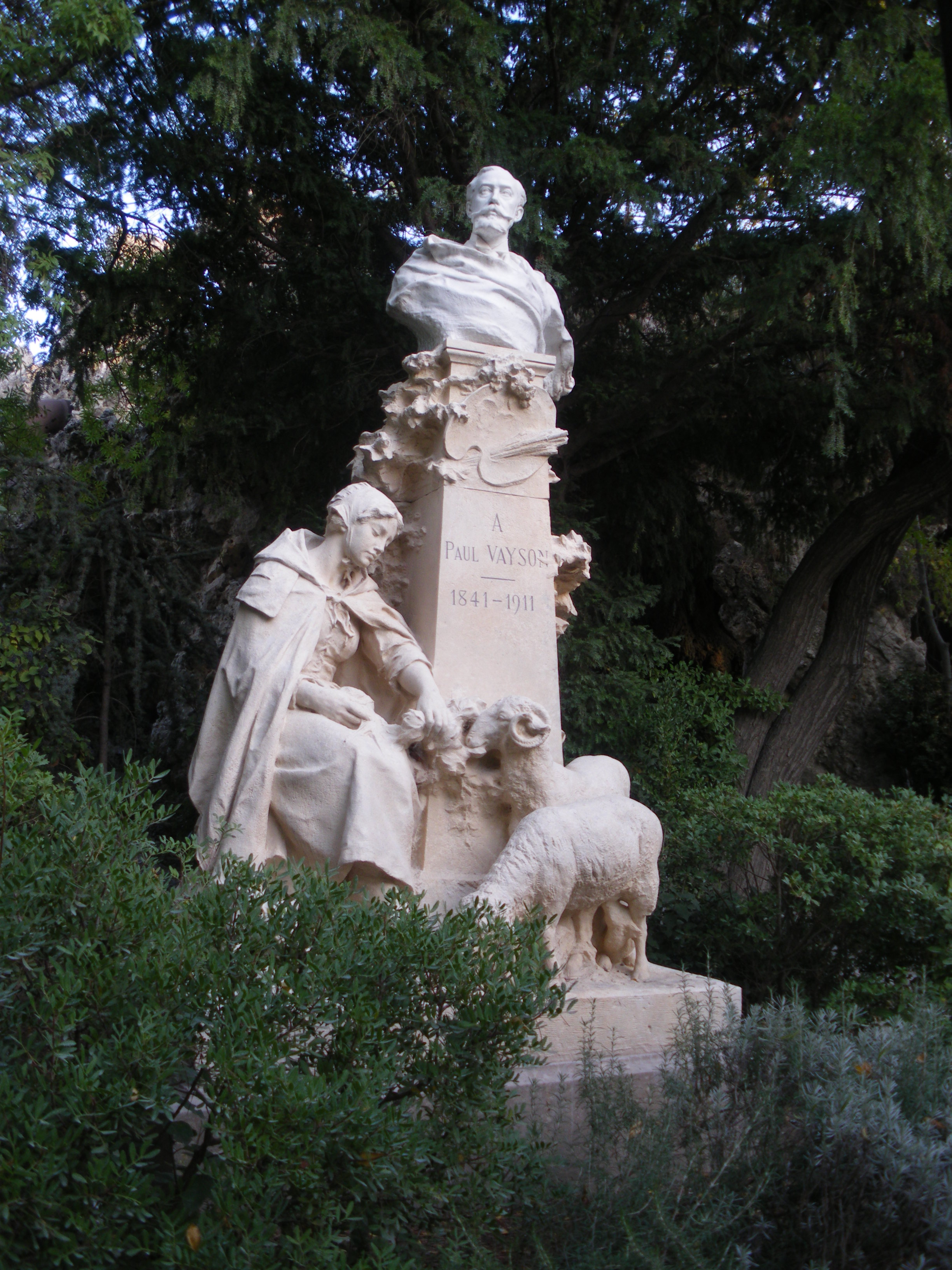
La statue de Paul Vayson, au cœur du Jardin des Doms.